# بلير لويس
بلير لويس (بالإنجليزية: Blair Lewis)‏ هو أكاديمي أمريكي، ولد في 23 نوفمبر 1956 في هارتفورد في الولايات المتحدة.